# Onatsfeld

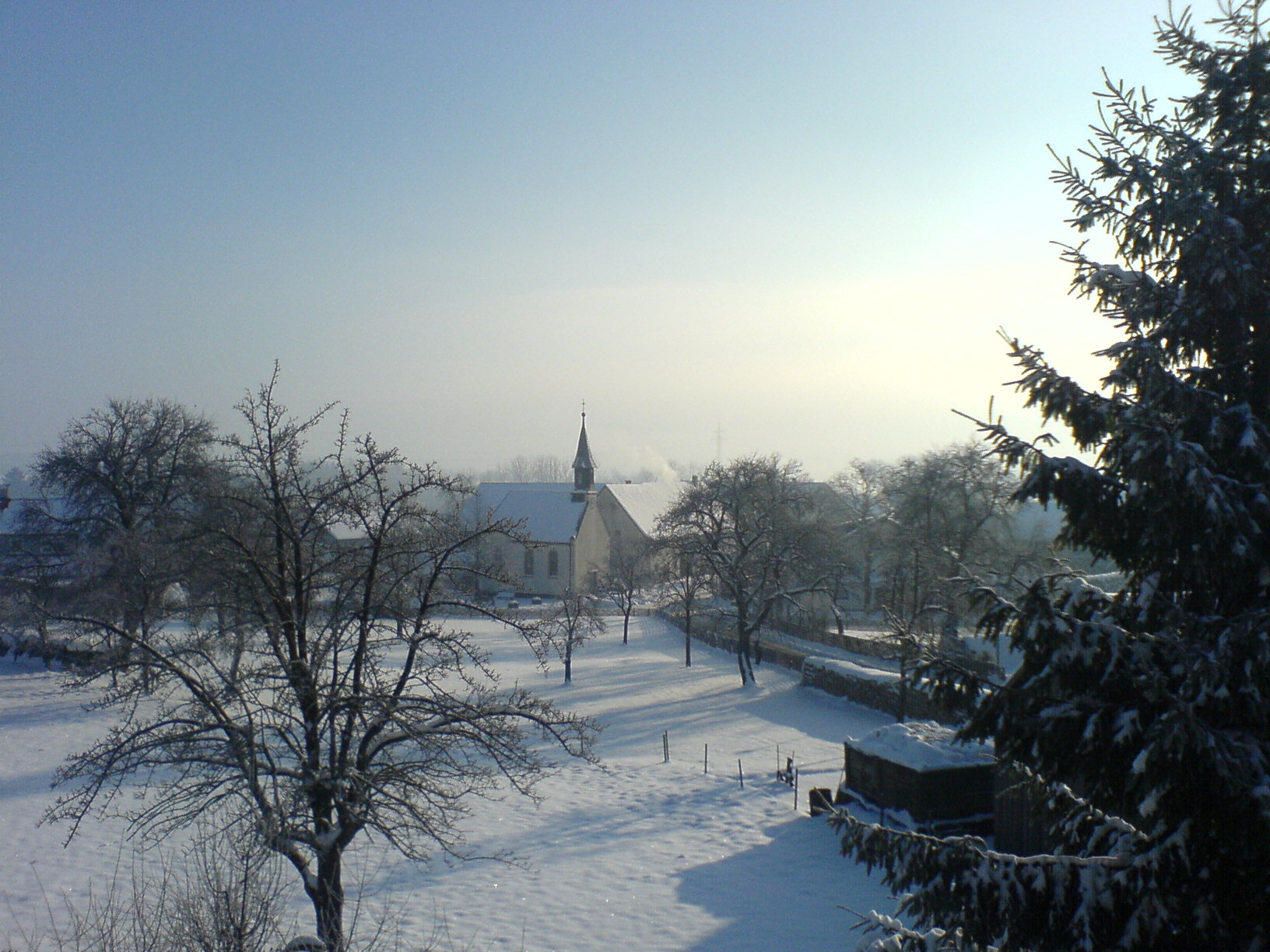
Onatsfeld im Winter 2007, Blick auf die Kirche

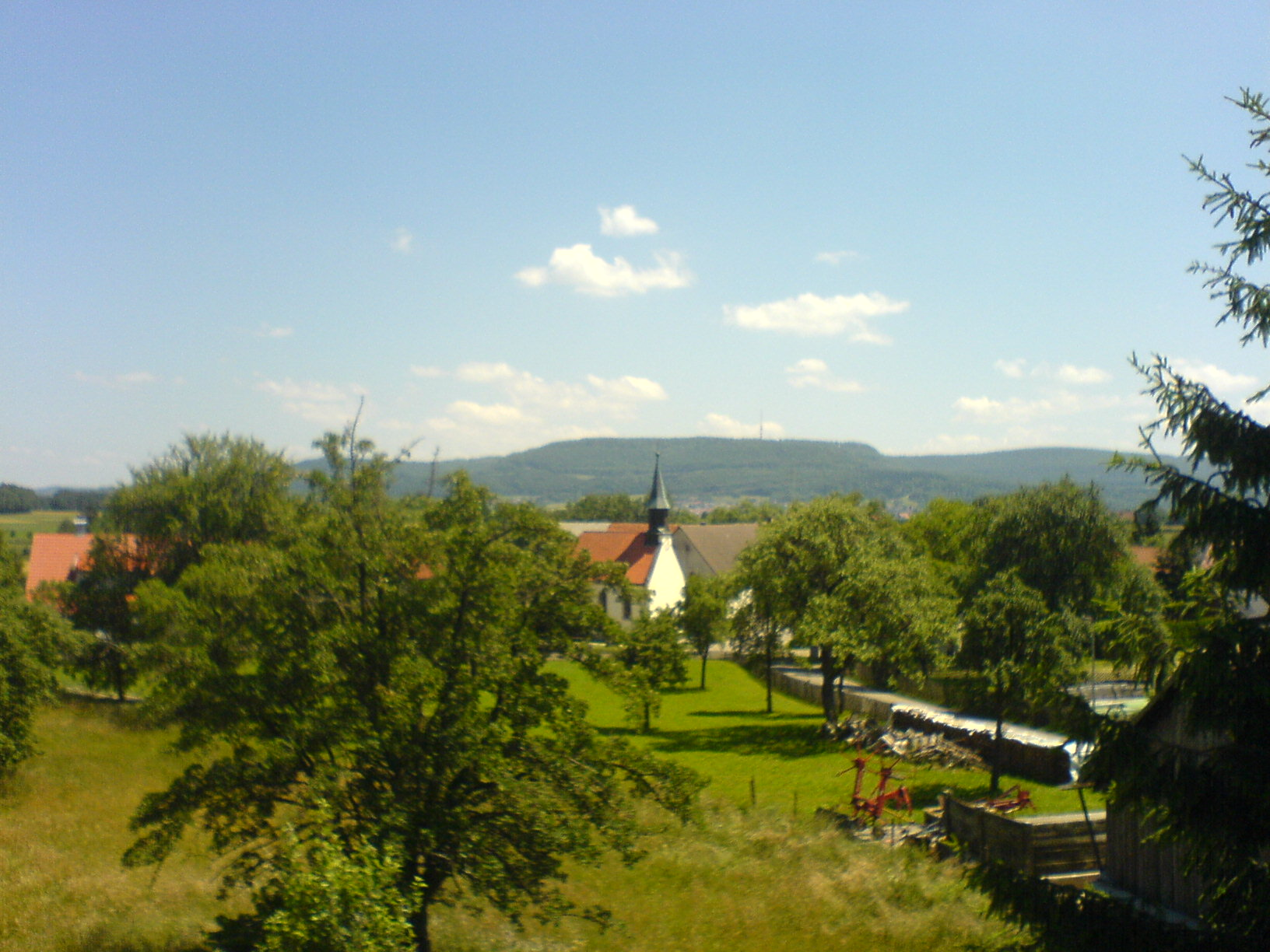
Onatsfeld im Sommer 2007, Blick auf die Kirche

Onatsfeld ist ein Teilort im Aalener Stadtbezirk Wasseralfingen.
Zu den Nachbarorten zählen Seitsberg (nördlich), Treppach (westlich), Affalterried (südlich) und Wasseralfingen (östlich).

## Wasserturm von Onatsfeld
Der 1972 erbaute Wasserturm bei Onatsfeld ist ein zentrales Element für die Wasserversorgung. Er versorgt auch die Nachbarorte mit Wasser. Für diesen 33,2 Meter hohen Wasserturm wurden rund 500 m³ Stahlbeton verwendet.

Auf diesem Wasserturm befinden sich zusätzlich noch private Relaisfunkstellen.